# Bernhard Johansen
Bernhard Johansen (25 giugno 1929 – 31 gennaio 2006) è stato un calciatore norvegese, di ruolo attaccante.

## Carriera

### Club
Johansen vestì la maglia dello Skeid, dal 1948 al 1962. Con questa squadra, vinse tre edizioni della Norgesmesterskapet (1954, 1955 e 1956).

### Nazionale
Conta una presenza per la Norvegia. Il 13 settembre 1953, infatti, fu in campo nella sconfitta per 0-1 contro la Danimarca.

## Palmarès

### Club

#### Competizioni nazionali
- Coppa di Norvegia: 3

Skeid: 1954, 1955, 1956